# 風瑛なづき
風瑛なづき（ふえい なづき）は、日本のゲーム原画家、イラストレーター。

## 経歴
ゲームの原画やライトノベルの挿絵を中心に活動している。

## 主な作品

### ゲーム原画・キャラクターデザイン
- LOあんぐる!! はむはむソフト （2013年5月24日発売）
- FLOWER KNIGHT GIRL (2015年1月27日配信開始）[1]
- ろーらいず!!! はむはむソフト （2015年3月27日発売）
- Angel Beats! -1st Beat- Key (2015年6月26日発売)
- Lowすぺっく!? はむはむソフト (2016年11月25日発売)
- 巨乳オナホ妖怪と田舎ライフもHも満喫生活milimili:AMUSE CRAFT EROTICA (2023年12月22日)

### 小説挿絵
- 司令官レオン（著者：築地俊彦、富士見ファンタジア文庫）
  - 司令官レオンの覇道 2012年10月20日 ISBN 9784829138151
  - 司令官レオンの野望 2013年2月20日 ISBN 9784829138151

- スリーピング・ストレーガ（著者：真野真央、MF文庫J）
  - スリーピング・ストレーガ 転入少女の魔術戦略 2012年11月21日 ISBN 9784840148818
  - スリーピング・ストレーガ2 刻限聖夜の凶星魔王 2013年2月22日 ISBN 9784840149921
  - スリーピング・ストレーガ3 恋避離脱の魔術領域 2013年5月23日 ISBN 9784840151900